# Saint-Frichoux
Saint-Frichoux – miejscowość i gmina we Francji, w regionie Oksytania, w departamencie Aude.
Według danych na rok 1990 gminę zamieszkiwało 177 osób, a gęstość zaludnienia wynosiła 28 osób/km² (wśród 1545 gmin Langwedocji-Roussillon Saint-Frichoux plasuje się na 731. miejscu pod względem liczby ludności, natomiast pod względem powierzchni na miejscu 944.).